# Verecundus (Töpfer)
Verecundus war ein antiker römischer Töpfer, der in trajanischer Zeit aktiv war.
Verecundus ist heute nur noch aufgrund einer Signatur auf einem Gefäß bekannt, das heute im Aquincum Museum in Budapest aufbewahrt wird. 
Es gab noch zahlreiche weitere Töpfer mit dem Namen Verecundus, so den etwa 50 Jahre später anzusetzenden gleichnamigen Töpfer von Reibschüsseln mit Horizontalrand aus Soller, nach dem die „Verecundusware“ ihren Namen erhielt, ferner mehrere in Süd- und Ostgallien (Heiligenberg, Ittenweiler, Blickweiler und Rheinzabern) tätige Sigillatatöpfer.